# GLAY HIGHCOMMUNICATIONS TOUR 2011-2012 RED MOON & SILVER SUN FINAL AT BUDOKAN & DOCUMENT OF HCS
『GLAY HIGHCOMMUNICATIONS TOUR 2011-2012 RED MOON & SILVER SUN FINAL AT BUDOKAN & DOCUMENT OF HCS』（グレイ・ハイコミュニケーションズ・ツアー・2011-2012・レッド・ムーン・アンド・シルバー・サン・ファイナル・アット・ぶどうかん・アンド・ドキュメント・オブ・エイチシーエス）は、GLAYが2012年7月25日にリリースしたライブDVD及びBlu-ray。

## 概要
ライブツアー「GLAY HIGHCOMMUNICATIONS TOUR 2011-2012 "RED MOON&SILVER SUN」の最終公演である2012年4月22日に日本武道館で行われたライブをフルで収録しており、特典として4月1日の福島・会津風雅堂公演から7曲を収録。
一般販売はされておらず、GLAYのオフィシャルストアG-DIRECTでの限定販売である。
「HIGHCOMMUNICATIONS」と「SHUTTER SPEEDSのテーマ」の間に「THE BIRTHDAY GIRL」が演奏され、本作にも収録されたのだが、何故か収録曲リストに載っていない。

## 収録曲
- FINAL AT BUDOKAN

1. My Private "Jealousy"
2. GROOVY TOUR
3. everKrack
4. ASHES-1969-
5. ALL I WANT
6. キリノナカ
7. coyote,colored darkness
8. 月に祈る
9. 春を愛する人
10. つづれ織り 〜so far and yet so close〜
11. Missing You
12. MAD BREAKER
13. 嫉妬
14. FAME IS DEAD
15. Ruby's Blanket
16. THINK ABOUT MY DAUGHTER
17. Bible
18. HIGHCOMMUNICATIONS
19. THE BIRTHDAY GIRL
DVD版のパッケージの曲目には表記されていない。
20. SHUTTER SPEEDSのテーマ
21. ACID HEAD
22. 生きてく強さ
23. BEAUTIFUL DREAMER
24. 彼女の“Modern…”

- DOCUMENT OF HCS

- 福島・会津風雅堂 2012.04.01

1. My Private "Jealousy"
2. 口唇
3. absolute "ZERO"
4. Apologize
5. MAD BREAKER
6. Runaway Runaway
7. またここであいましょう